# SSX on Tour
 (mars 2019).
Si vous disposez d'ouvrages ou d'articles de référence ou si vous connaissez des sites web de qualité traitant du thème abordé ici, merci de compléter l'article en donnant les références utiles à sa vérifiabilité et en les liant à la section « Notes et références ».
SSX On Tour est un jeu vidéo de sport développé par EA Canada et EA Montréal, sorti en 2005 sur PlayStation 2, Xbox, GameCube et PlayStation Portable.

## Système de jeu
Le joueur dirige un snow-boarder ou un skieur, dans le mode principal il effectue diverses missions et compétitions à la difficulté croissante. Ce faisant, il progresse dans le classement des meilleurs skieurs ou snow-boaders et gagne de l'argent, ce qui lui permet d'acheter du matériel (nouveaux skis ou snow boards aux statistiques diverses), de nouvelles figures (dites tricks) ou des vêtements.
Les missions comprennent des courses de vitesse, des compétitions de figures (épreuves), ainsi que des missions spéciales dans lesquelles il faut par exemple trouver des objets, toucher d'autres personnages ou au contraire leur échapper, prendre une certaine avance sur son concurrent, rester un temps donné en l'air (shred) etc.
La principale innovation est qu'il n'est plus possible de rider en free-ride entre le lieu d'une course et celui d'une autre, le joueur doit donc utiliser une interface.
Les shreds sont représentés par des éclairs sur la carte.
Les épreuves sont représentées par des étoiles (toujours sur la carte). On peut également faire des tricks "de malade" dans tous les terrains et tous les modes.

## Personnages
Vétérans:
- Elise Riggs (Canada)

- Mac Fraser (États-Unis)

- Psymon Stark (Canada)

- Nate Logan (États-Unis)

- Kaori Nishidake (Japon)

- Allegra Sauvagess (États-Unis)

- Zoé Payne (États-Unis)

Nouveaux:
- Sid (Japon)

- Skye Simms (Australie)

- squelette (jouable grâce à un code sur la PlayStation 2)

- bigfoot le yeti qui apparait sur les panneaux indiquant les raccourcis

Invités (seulement sur la version GameCube):
- Mario
- Luigi
- Peach

ainsi que ces deux personnages surréalistes qui apparaissent dans la présentation en 2D :
- Nigel : le rockeur star de la présentation
- Mitch Koobski : une sorte d'immense cheval
- Conan : une sorte de guerrier (jouable grâce à un code) ou grâce à la réalisation d'une mission spécifique

## À noter
- La version Gamecube de SSX On Tour est plus longue car en plus d'offrir Mario, Luigi et Peach comme personnages jouables (eux sur snowboards, elle sur skis), elle offre un terrain exclusif: le village Nintendo. Ce qui rajoute des compétitions et des défis shred supplémentaires.

## Grades
Novice: Le skieur vient tout juste d'apprendre à skier.
Amateur: le skieur entre au TransWorld Skiing / TransWorld Snowboarding.
Espoir: le skieur commence à faire ses preuves et démontrer son potentiel.
Semi-Pro: Le skieur commence à adopter une réputation.
Pro: Le skieur commence à avoir une bonne réputation.
Maître: Le skieur fait compétition pour entrer dans l'histoire.
Légende: Le skieur est maintenant l'un des meilleurs du monde et entre dans l'histoire.
Black Diamond Rock Star: Le skieur est maintenant invulnérable à tous les défis.

## Divisions de Big Mountain
Le Big Mountain est la station de ski et repose sur deux montagnes. La montagne principale, qui est la plus haute, possède 9 pistes (10 pistes sur la GameCube), et la montagne secondaire, possède 4 pistes. Voici les pistes en partant des sommets:
Montagne principale:
The Peak (Le Pic) est le point le plus haut de big mountain. Il n'y a pas vraiment de skieurs qui osent descendre ce sommet car la station est très dangereuse. C'est la seule piste qui n'a aucun télésièges. Pour les skieurs experts, cet endroit est considéré comme un paradis pour ceux-ci. Cette piste est fermée la nuit.
Between The Sheets (Peuf-peuf) est la seconde piste de la montagne principale. Tout comme son nom l'indique, cette piste a beaucoup d'arbres qui ont des centaines de mètres d'altitude. Peu de skieurs savent qu'il y a un Half Pipe caché au milieu de la piste. Cette piste est fermée la nuit.
Hot Dam (Barrage de Vaincre) est la troisième piste de la montagne principale. Tout comme son nom l'indique, sa piste entoure un barrage, qui est le saut le plus haut de Big Mountain. Cette région est très montagneuse, et considéré comme l'une des quatre pistes les plus dangereuse de Big Mountain, avec The Peak, On The Rocks et Roadkill.
Mind The Gap (Gaffe au Gap) est la quatrième piste de la montagne principale, et est l'un de ses deux Snow park, avec Compilation. Mind The Gap a peu de Jumps, mais possède un montant énorme de Rails, tellement que les skieurs experts peuvent enchainer un combo qui ne contient que des Rails sur toute la piste.
Half Banked (Raie Déblayée) est la cinquième piste de la montagne principale. Cette piste a beaucoup d'obstacles. Il est rare qu'un skieur ne tombe pas sur cette piste. Cette piste est fermée la nuit.
Compilation est la sixième piste de la montagne principale. Tout comme son nom l'indique, cette piste a beaucoup de tourisme grâce à ces Jumps, et il y a aussi un Half Pipe. C'est l'une des quatre pistes les plus visitées, avec Wild Tree Fun, Higher Learning et Roakill.
Wild Tree Fun (Y'a pas de méleze) est la septième piste de la montagne principale. Cette piste a été conçue autant pour le Slopestyle grâce à ses Jumps répétitifs, et pour la Race grâce à ses nombreuses Shortcuts. C'est l'une des pistes les plus visitées avec Compilation, Higher Learning et Roadkill.
Junction Point est le point de jonction des deux montagne et n'apparait pas sur la Carte. Même si ce n'est pas une piste officielle, elle reste important puisqu'elle enchaine 4 pistes: Wild Tree Fun, Higher Learning, Roadkill et B&E.
Roadkill (Pizza de Bîtume) est la huitième piste de la montagne principale. Cette piste passe dans les rues de la ville de Powder Keg. C'est l'une des pistes les plus dangereuses de Big Mountain avec The Peak, Hot Dam et On The Rocks, et aussi l'une des pistes les plus visitées de Big Mountain, avec Compilation, Wild Tree Fun et Higher Learning. Cette piste est fermée la nuit, mais reste légendaire aux yeux de tous.
B&E (Effraction) est la neuvième piste de la montagne principale. Cette piste abrite plusieurs chalets, et contient beaucoup de High Rails. Beaucoup de skieurs y font des Handplants et des défis de longueur de slide.
Nintendo Village est la dixième et dernière piste de la montagne principale. Tout comme son nom l'indique, cette piste n'existe que sur la version de la GameCube.
Montagne secondaire:
On The Rocks (Hard Rocs) est le point le plus haut de la montagne secondaire. Tout comme son nom l'indique, il y a beaucoup de roche et de glace. Peu de skieurs s'y trouvent. Cette piste est fermée la nuit.
Son Of A Birch (Bouleaudrome) est la seconde piste de la montagne secondaire, et il y a beaucoup de bouleaux. Cette piste a été conçue pour tous les types de défis. Cette piste est fermée la nuit.
White Knuckles (Frousse Blanche) est la troisième piste de la montagne secondaire. Il y a le plus gros stade de Big Mountain. Cette piste a été conçue pour tous les types de défis.
Higher Learning (Schlass de Neige) est la quatrième et dernière piste de la montagne secondaire. Cette piste a été conçue pour les novices et a été conçue pour tous les types de défis. Tous les skieurs descendent ensuite au Junction Point.